# خط چشم

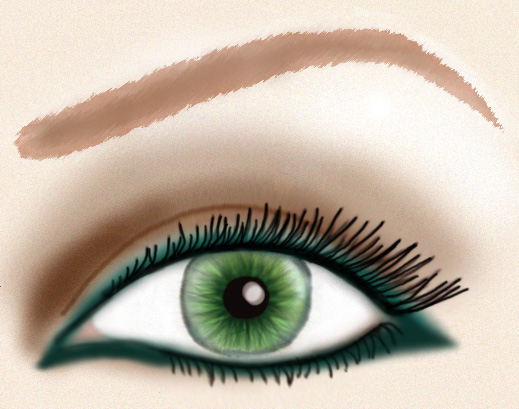
خط چشم سبز تیره دور چشم

خط چشم نوعی آرایش برای چشم است. دور چشم را خط چشم می‌کشند تا بر زیبایی آن بیفزایند.

## انواع خط چشم
خط چشم ها نیز مانند هر لوازم آرایشی چشم دیگری دارای انواع مدل ها و ویژگی های متفاوتی هستند. بسته به نوع کاربرد و آرایشی که دارید می توان یکی از انواع خط چشم زیر را انتخاب کرد.

##### چشم مایع
خط چشم مایع جزو اولین خط چشم های بازار است که هر فروشگاه لوازم آرایشی و بهداشتی آن را دارد که البته استاده از آن مهارت بالایی می خواهد.

##### خط چشم سنگی
این نوع خط چشم به صورت پالت های تکی سایه چشم هستند که برای آرایشگران کاربردی بیشتری دارند. همچنین خط چشم های سنگی مقرون به صرفه هستند.

##### خط چشم مدادی
از انواع خط چشم، این مدل از قدیمی ترین و شناخته شده ترین نوع خط چشم هستند. قیمت خط چشم های مدادی هم از دیگر خط چشم ها ارزان تر است.

##### خط چشم ماژیکی
این مدل نیز همانند اسمش بافت ماژیکی دارد و به آسانی روی پلک چشم کشیده می شود و برای افراد با مهارت کمتر قابل استفاده است.

##### خط چشم ژله‌ای
و اما خط چشم های ژله‌ای با موم مخصوص ساخته می شوند به همین دلیل ضدآب و دارای ماندگاری بالایی هستند.

## تاریخچه

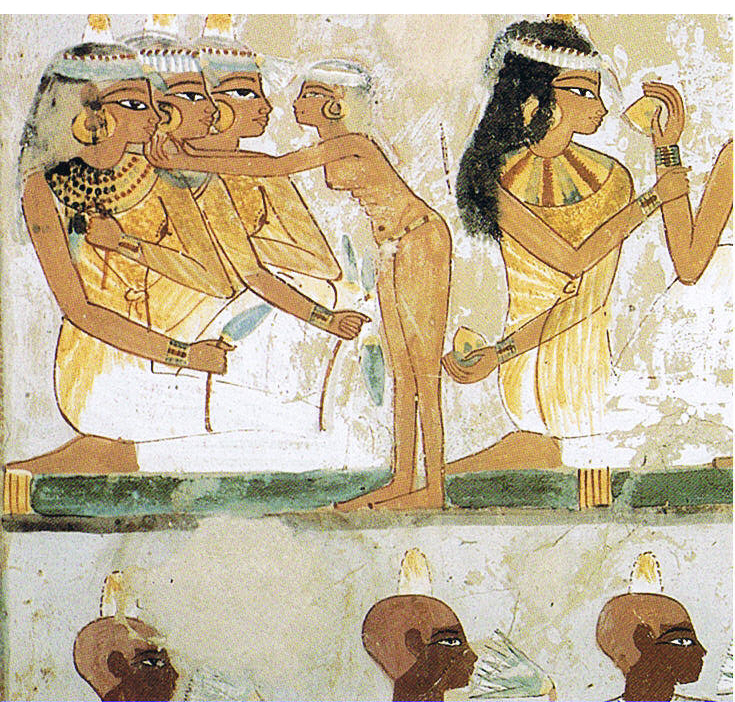
مردان و زنان مصر باستان از کحل استفاده می‌کردند.

اولین بار در مصر باستان و بین‌النهرین از خط چشم سیاه استفاده کردند. ۱۰ هزار سال پیش از میلاد مسیح، مصریان و اهالی بین‌النهرین از آرایش‌های گوناگون از جمله خط چشم، نه فقط برای زیبایی بلکه برای محافظ پوست از آفتاب سوزان بیابان استفاده می‌کردند. تحقیقات نشان داده که از خط چشم برای دوری از چشم‌زخم نیز استفاده می‌کردند. در آثار هنری به جای مانده از مصر باستان دیده می‌شود که خط چشم‌ها را پررنگ و کلفت می‌کشیدند.